# يوكي كاتاوكا
يوكي كاتاوكا (باليابانية: 片岡裕貴) هو لاعب كرة قدم ياباني في مركز الهجوم، ولد في 10 مارس 1998 في هيوغو في اليابان. لعب مع نادي ألبيريكس نيغاتا.